# 夢巌祖応
夢巌 祖応（むがん そおう、生年不詳 - 1374年12月5日（応安7年/文中3年11月2日））は、南北朝時代の臨済宗の僧である。諡号は大智円応。

## 経歴・人物
出雲に生まれ、上洛し東福寺住職の潜渓処謙の門人となる。後に出雲に戻り、学問に専念した。約30年後の1369年（応安2年/正平24年）に京都に戻り、同寺の第40世住職となった。同時期に儒学を学び、『孟子』を聴衆に講じた。
さらに、師匠の潜渓が住職となった本成寺の塔主となり、書物もよくした。同時期に活躍した中巌円月と共に「五山学芸僧」の一人となり、一躍名を馳せた。門弟には岐陽方秀、東漸健易、惟肖得巌がいる（彼らは全員「五山学芸僧」の一員でもある）。

## 主な著作物
- 『早霖集』
- 『大智円応禅師語録』- 全2巻。